# 楊清淦 (解放軍大校)
杨清淦，中國山西省運城市出身的政治人物，中國共產黨黨員，現任廣東省住建廳副廳長。

## 生平
復員軍人、中國人民解放军大校軍階，在解放軍退伍之前最高職位為珠海警備區司令員兼珠海巿委常委，後來出任廣東省住建厅副厅长。